# 修行人宿
修行人宿（しゅぎょうにんやど）とは、近世期江戸時代において、諸国を廻る武者修行者（近世当時は「修行人」と呼ばれていた）を受け入れるために各藩が定めた指定旅籠屋をいう。城下町ごとに呼ばれ方は異なり、「修行者宿」、「修行人定宿」などとも呼ばれており、この他の表記として、牟田高惇が残した『諸国廻歴日録』においては、「執行人宿」、「執行人定宿」とも記述している。

## 成立された社会的経緯と整備
近世前半まで日本の多くの武術流派は他流試合を禁じていたが、新流派の台頭（流名宣伝のため、盛んに他流試合を行う）にともない、文政年間頃から他流試合が積極的に行われる社会風潮が武家社会に起こり、天保年間末頃になると、ほとんどの道場・流派で他流試合が解禁となった。
これにともない諸藩の修行人が各国の藩校道場や町道場を訪ね、往来が増加するにつれ、武者修行の手続きや仕組みも整えられていった。
諸藩は修行人に手当てを支給していたが、財政上の問題からできうる限り、人数をしぼりたい思惑があったので、実績者に対してのみの許可制になっていた。藩士に対して旅費は出していたが、交際費までは出さなかったため、修行人の自己負担は大きかった。修行人として許可がおりると藩から手札が渡される。この手札を示さない限り、藩校道場は修行人を受け入れない仕組みとなっていた。
前もって藩の役人は飛脚を江戸の藩邸に送り、修行人が訪ねる予定の藩校を知らせる。これを受けた江戸藩邸では留守居役が各藩の留守居役に連絡し、さらに国許の藩校道場に連絡がいった。例として、
```
「○月の半ば頃、
佐賀藩
の牟田文之助という
鉄人流
の修行人がいく」
```

といった風に、ネットワークが構築され、通じていたため、武者修行者が来る事は知らされていたのである。
また、修行人にとっては国許の手紙の受け渡しなどの利便性から城下町の修行人宿にたどりつくまでは、藩指定の定宿に泊まった方が何かと都合がよかった。
なお、修行人宿は現地の藩が宿泊費も食事代も負担していたので、修行人にとっては無料同然であった。場合によっては当地の藩から酒や料理を送られる事もあり、藩の手札を有した武者修行者は優遇されていたといってもよい。というのも、当時の旅行業界にとって、諸国武者修行者の存在は大きく、年間を通じて大事な顧客であったため、諸藩もないがしろにできない事情があったためである。ただし、修行人を装って、宿代を払わない武士の横行にも警戒はあった。